# Велке Опатовице
Велке Опатовице (чеш. Velké Opatovice) град је у Чешкој Републици. Град се налази у управној јединици Јужноморавски крај, у оквиру којег припада округу Бланско.

## Становништво
Према подацима о броју становника из 2014. године град је имао 3.857 становника.